# Герб Гомеля
Герб Гомеля (бел. Герб Гомеля) — представляет собой французский щит, в котором в лазуревом поле изображена лежащая рысь. Утверждён решением Гомельского городского исполнительного комитета от 16 июля 1997 года № 802, прошёл геральдическую экспертизу и внесён в Гербовый перечень Беларуси. За основу современного герба Гомеля взят городской герб, утверждённый в 1855 году, когда Гомель входил в состав Российской империи.

## История
Впервые Гомель получил герб, будучи в составе Великого княжества Литовского. Он был утверждён польским королём и великим князем литовским Сигизмундом II Августом 21 марта 1560. Представлял собой щит, в котором в красном поле расположен серебряный кавалерийский крест.

Присылали до нас подданные нашы мещане места Гомейского, оповедаючы, што ж они печати месткое, которое бы справы местьские печатовали мели, в себе не мають и для того великое заструдненье в тых справах и потребах местских им частокрот деется… Ино мы з ласки нашое господарское… печать местьскую з гербом крыжа им дали и мети дозволили и сим листом нашым дозволяем. Мають вжо они от того часу тое печати и гербу помененого во всих справах и потребах, оному месту належачих, вживати и им печатоватися по тому, яко и у ыншых местах нашых Великого князства Литовского обычай того заховывается.— «Привилей мещаный гомейский на печать местьскую»
В 1772 году Гомель вошёл в состав Российской империи и вошёл в Могилёвскую губернию. Императрица Екатерина II подарила Гомель с предместьями русскому полководцу П. А. Румянцеву-Задунайскому. Он же перевёл уездный центр из Гомеля в г. Новая Белица (сейчас — Новобелицкий район Гомеля). 16 августа 1781 Новая Белица получила герб:

В верхней части щита, часть герба Могилевского: в золотом поле половина Российского герба. В нижней — лежащая спокойно рысь, в голубом поле; ибо таковых зверей в окрестностях сего города весьма много.— «Гербовник П. П. фон Винклера»
В 1852 году новый владелец Гомеля, другой русский полководец И. Ф. Паскевич перевёл уездный центр из Новой Белицы в Гомель. К Гомелю же перешёл и её герб, утверждённый в качестве герба Гомеля 23 декабря 1855 года:

Щит разделён на две равные части: в верхней изображён Могилёвский герб: в золотом щите возникающий государственный орёл; в нижней, на лазуревом поле, лежащая рысь. Щит увенчан городскою короною каменного цвета.— «Гербовник П. П. фон Винклера»
Следует заметить, что изображенный на гербах Новой Белицы и Гомеля зверь напоминает рысь лишь частично из-за несвойственного рыси длинного хвоста.
После февральской революции 1917 г. гомельский герб был видоизменён: изображенный в верхней части щита орёл утратил свои имперские регалии (был приведён к стандарту эмблемы Российской Республики), рысь же изображалась по-прежнему в причудливом виде, напоминая на известных изображениях 1918 г. то мраморную кошку, то белку. Это можно проследить, в частности, по изображениям герба на бонах гомельского самоуправления и гомельского земства (1918 г.). После гражданской войны и иностранной интервенции разные варианты гомельского герба стали достоянием истории.
В 1990-е годы при разработке нового герба был взят за основу герб 1855 года, откуда были убраны изображения городской короны и верхней части двуглавого орла. Изображение рыси приобрело большую реалистичность.

## Галерея
- Герб Гомеля 1560 г.
- Реконструированный герб Гомеля 1560 г. в качестве сувенира
- Эталонное изображение герба Гомеля 1855 г.
- Одна из вариаций герба Гомеля образца 1855 г.
- Герб Гомеля 1855 г.
- Герб Гомеля XIX в. на обложке книги Льва Виноградова "Гомель. Его прошлое и настоящее. 1142-1900 гг." (1900 г.)
- Герб Гомеля с боны гомельского городского самоуправления, 10 рублей (1918 г.)
- Герб Гомеля с боны гомельского городского самоуправления, 5 рублей (1918 г.)
- Гомель, пл. Ленина
- Скульптура рыси в Гомеле